# (1094) Siberia
(1094) Siberia és un asteroide pertanyent al cinturó d'asteroides descobert el 12 de febrer de 1926 per Serguéi Ivánovich Beliavski des de l'observatori de Simeiz en Crimea.
Està anomenat per Sibèria, regió septentrional de Rússia pertanyent a Àsia.